# Iso España

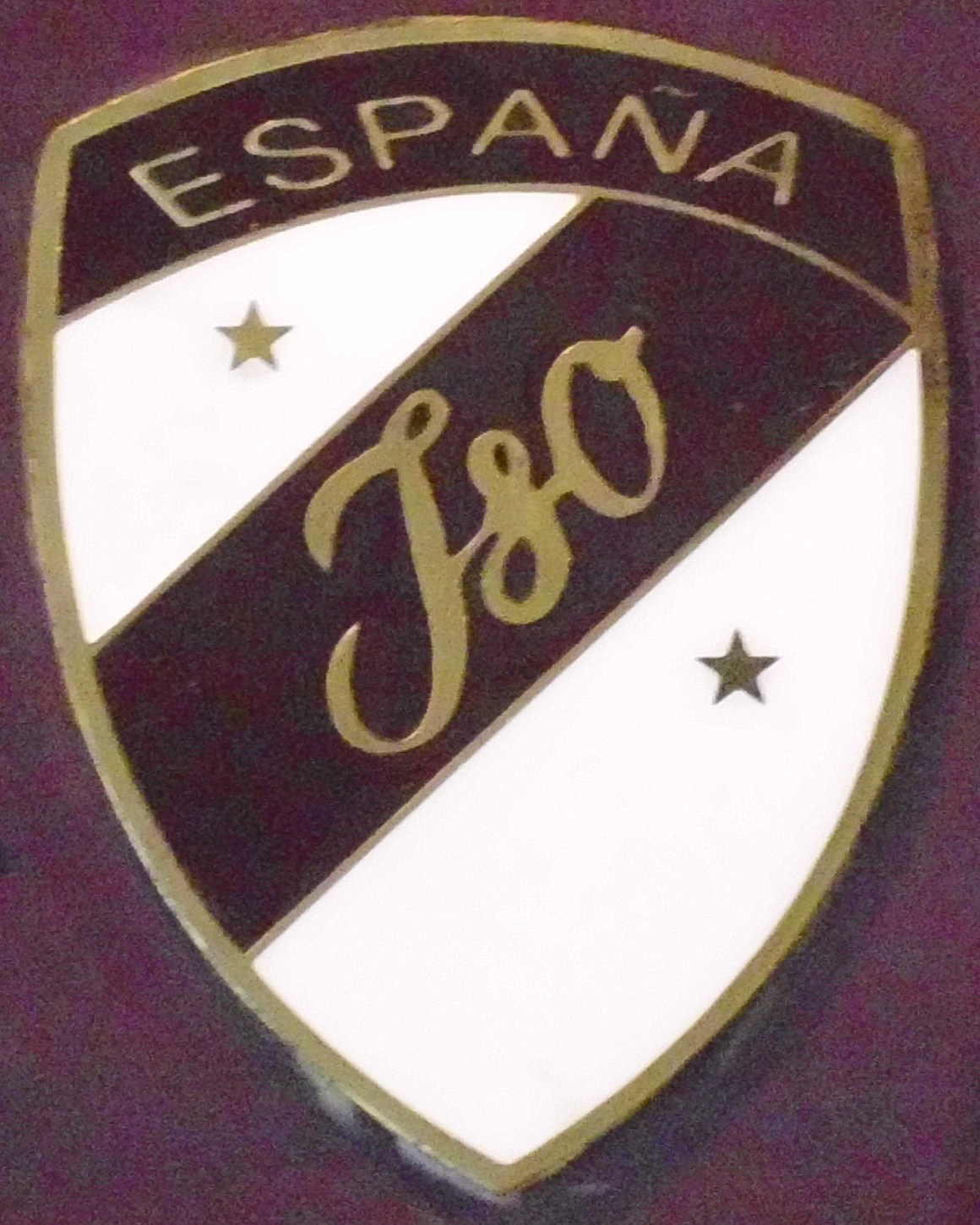
Emblem

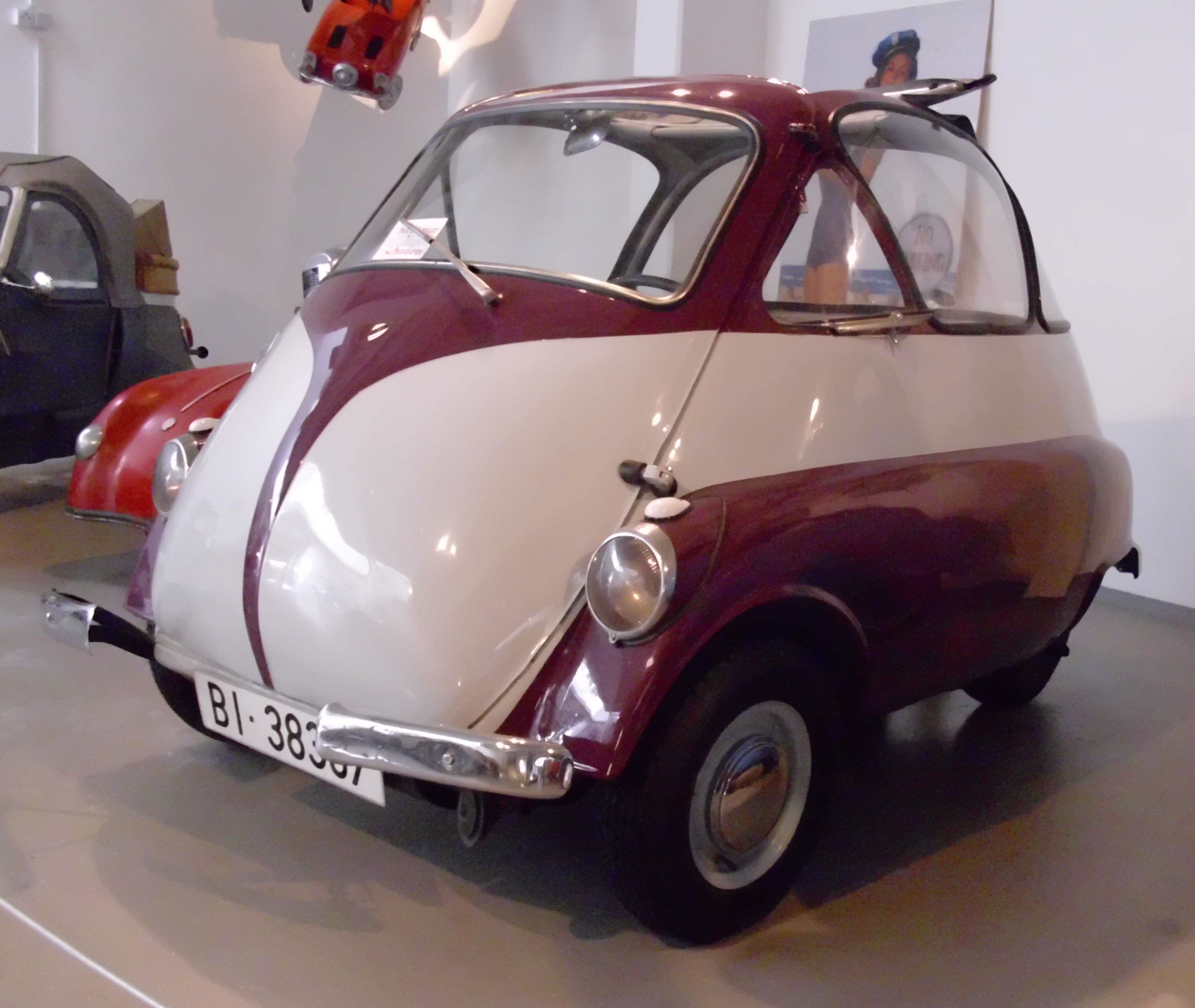
Iso España Isetta

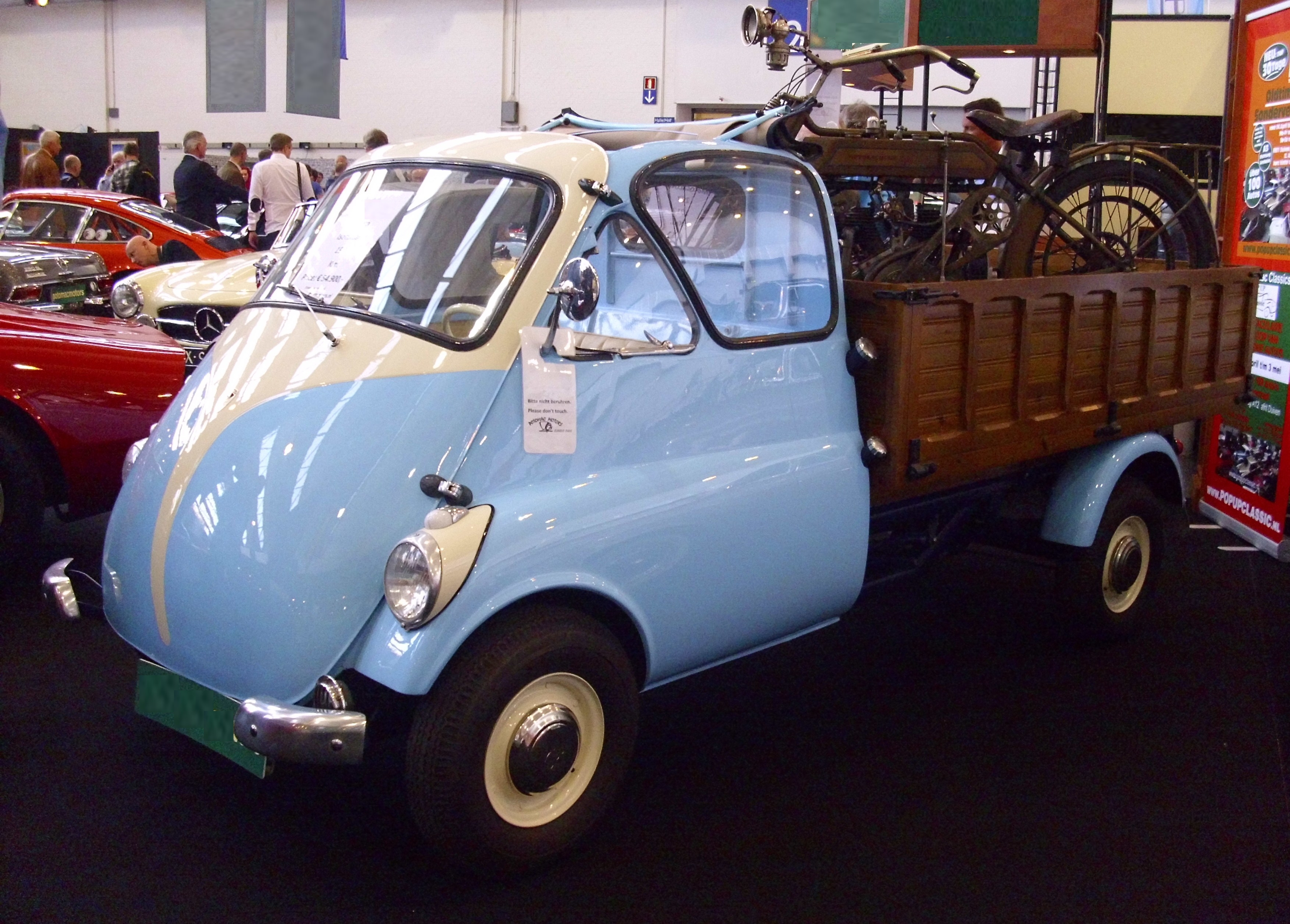
Iso España Isettacarro

Iso España war ein spanischer Hersteller von Automobilen. Der Markenname lautete Iso.

## Unternehmensgeschichte
Das Unternehmen Iso Motor Italia S.A. mit Sitz in Madrid begann 1953 mit der Produktion der italienischen Iso Isetta. 1959 endete die Produktion nach etwa 1000 produzierten Exemplaren.

## Fahrzeuge
Es handelte sich ausschließlich um Fahrzeuge der italienischen Iso Isetta, wahlweise mit drei oder vier Rädern. Es wurde ein Einzylindermotor mit 236 cm³ Hubraum verwendet. Neben der üblichen Kabinenrollerversion wurde auch ein vierrädriger Pritschenwagen produziert.
Fahrzeuge dieser Marke sind in verschiedenen spanischen Automuseen sowie im www.microcar.world rsp. in CH-8156 Rümlang  bei Rally Academy Switzerland AG zu besichtigen.